# Шиляев, Павел Владимирович
Павел Владимирович Шиляев (род. 3 июля 1970, Курган) — российский хозяйственный и политический деятель, кандидат технических наук (2011), генеральный директор Магнитогорского металлургического комбината (с 2014 года).
Депутат Законодательного собрания Челябинской области (с 2015 года) шестого и седьмого созывов.

## Биография
Павел Владимирович Шиляев родился 3 июля 1970 года в городе Кургане Курганской области.
В 1987 году окончил среднюю школу № 29 города Кургана.
Поступил в Челябинский политехнический институт им. Ленинского комсомола и в 1992 году окончил его по специальности «электропривод и автоматизация промышленных установок».
Работал в управлении «Южуралэлектромонтаж».
В 1993 году устроился инженером на Магнитогорский металлургический комбинат. Прошёл многие ступени профессионального роста:   инженер Сталепрокатного завода № 1, инженер в цехе ремонта металлургического оборудования, с 1996 года инженер в Центральной электротехнической лаборатории (ЦЭТЛ). Затем вырос от ведущего инженера до заместителя главного энергетика по автоматизации и наладке управления главного энергетика ОАО «ММК», с 2008 года — главный электрик управления главного энергетика. В 2009 году стал начальником центра технического обслуживания и ремонта в дирекции ОАО «ММК».
В 2006 году прошёл обучение по программе «Управление эффективностью» в Стокгольмской школе экономики (отделение в России, г. Санкт-Петербург).
В 2011 году защитил диссертацию на соискание степени кандидата технических наук. Тема работы: «Совершенствование электромеханической системы косвенного регулирования натяжения полосы широкополосного стана горячей прокатки», научный руководитель доктор технических наук Александр Сергеевич Карандаев.
В 2011 году назначен исполняющим обязанности главного инженера ОАО «ММК».
С ноября 2011 по январь 2014 года работал заместителем генерального директора ММК по производству.
17 января 2014 года назначен исполняющим обязанности генерального директора Магнитогорского металлургического комбината вместо Бориса Александровича Дубровского, который 15 января 2014 года назначен временно исполняющим обязанности губернатора Челябинской области. 27 февраля 2014 года внеочередным общим собранием акционеров компании утвержден в должности.
Член партии «Единая Россия».
13 сентября 2015 года избран депутатом шестого созыва Законодательного собрания Челябинской области по одномандатному избирательному округу № 28 (Орджоникидзевский). Число избирателей, внесенных в список составило 89635 чел., Шиляев (Единая Россия) получил 23914 голосов, Сергей Николаевич Иванов (КПРФ) — 6169, Сергей Александрович Радионов (Справедливая Россия) — 4071, Станислав Сергеевич Неверов (ЛДПР) — 3262, недействительных бюллетеней — 2894. Возглавил комитет по промышленной политике и транспорту.
С декабря 2017 года является членом Совета директоров АО «Кредит Урал Банк». Является членом Совета директоров и Председателем Правления ПАО «ММК».
В сентябре 2018 года избран членом Правления Автономной некоммерческой организации «Центральная клиническая медико-санитарная часть».
13 сентября 2020 года избран депутатом седьмого созыва Законодательного собрания Челябинской области по одномандатному избирательному округу № 28 (Орджоникидзевский). Число избирателей, внесенных в список составило 83497 чел., Шиляев (Единая Россия) получил 15183 голоса, Константин Олегович Нациевский (КПРФ) — 4876, Илья Витальевич Коленов (Справедливая Россия) — 3411, Николай Александрович Почухайлов (ЛДПР) — 2617, недействительных бюллетеней — 2440. Возглавил комитет по промышленной политике, энергетике, транспорту и тарифному регулированию.
Является автором нескольких патентов на изобретения.

## Награды и звания
- Памятная медаль «70 лет Великой Победы», сентябрь 2015 года, Межгосударственный союз городов-героев[13].
- Премия Правительства РФ 2022 года в области науки и техники с присвением почетного звания лауреата премии, декабрь 2022 г.[14]
- Знак отличия «За заслуги перед Челябинской областью» (23 марта 2023) — за выдающиеся заслуги, связанные с развитием металлургической промышленности и обеспечением экологической безопасности производственных процессов[15]